# Verschaffeltia splendida
Verschaffeltia splendida là loài thực vật có hoa thuộc họ Arecaceae. Loài này được H.Wendl. miêu tả khoa học đầu tiên năm 1865.

## Hình ảnh

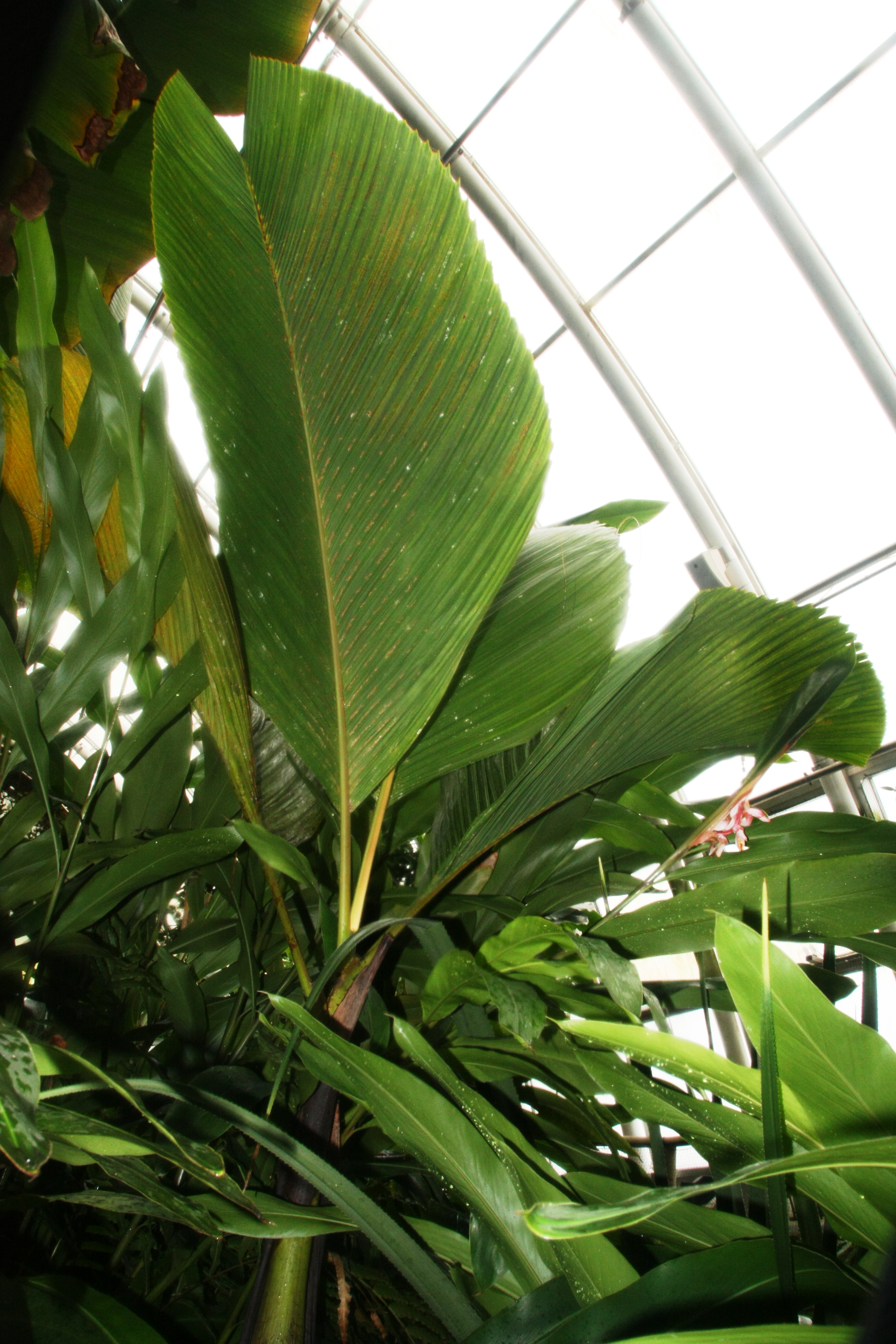
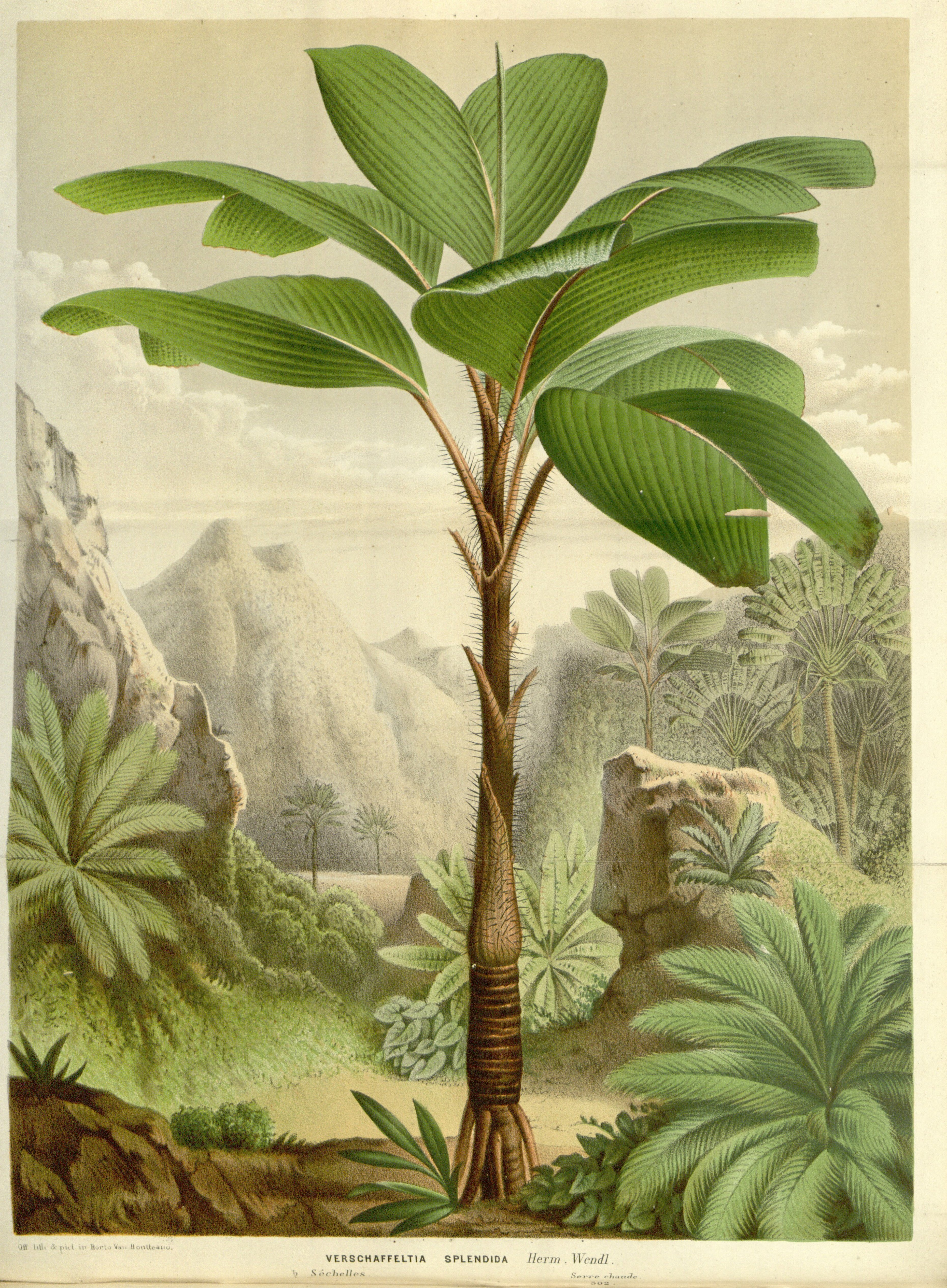